# Sant'Alberto Magno (titre cardinalice)
Le titre cardinalice de Sant'Alberto Magno (Saint Albert le Grand) a été institué par le pape François le 19 novembre 2016.
Le titre est attaché à l'église de Saint Albert le Grand (it) dans le Municipio III au nord de Rome

## Titulaires
- Anthony Soter Fernandez (2016-2020)
- Virgílio do Carmo da Silva (depuis 2022)